# Куйсін
Куйсін (кор. 구이신왕, 久爾辛王, Gu-isin-wang, Kuisin-wang; пом. 427) — корейський ван, дев'ятнадцятий правитель держави Пекче періоду Трьох держав.
Був сином і спадкоємцем вана Чонджи. Зійшов на трон після смерті батька 420 року. 427 року, після смерті Куйсіна, владу успадкував його син Пію.